# Hospital Heliópolis
O Complexo Hospitalar Heliópolis, mais popularmente conhecido como Hospital Heliópolis, é um hospital geral do governo do estado de São Paulo. Está localizado na rua Cônego Xavier, 276 na Cidade Nova Heliópolis na zona sudeste da cidade de São Paulo. Possui 330 leitos, sendo 94 leitos de Cirurgia Geral, 40 leitos de Clínica Médica, 32 leitos de Neurocirurgia, etc.
Atualmente seu atendimento abrange a população da zona sul de São Paulo e dos municípios de Santo André, São Bernardo do Campo, São Caetano do Sul, Diadema e Mauá, além de pacientes vindos de diversas regiões do País. São realizados 12 mil atendimentos mensais no pronto-socorro (os moradores do Grande ABC são responsáveis por 60% do atendimento).
Criado em 1969, o Hospital Heliópolis surgiu como parte integrante do Instituto Nacional de Assistência Médica e Previdência Social (INAMPS). Pertencia inicialmente ao governo federal, tendo sido estadualizado em 1989. Durante muitos anos foi campo de internato dos acadêmicos da Faculdade de Medicina do ABC.
Em 2017, o Hospital Heliopólis e a Universidade Municipal de São Caetano do Sul (USCS) firmaram um convênio para o internato dos estudantes de medicina do 5º e 6º ano como campo de estágio.
Segundo Abrão Rapoport, diretor técnico do hospital, que é livre docente em cirurgia de cabeça e pescoço pela Universidade de São Paulo, a oncologia é o carro-chefe do hospital há muitos anos, com ênfase em tumores de cabeça e pescoço e tubo gastrointestinal.

## Destaques

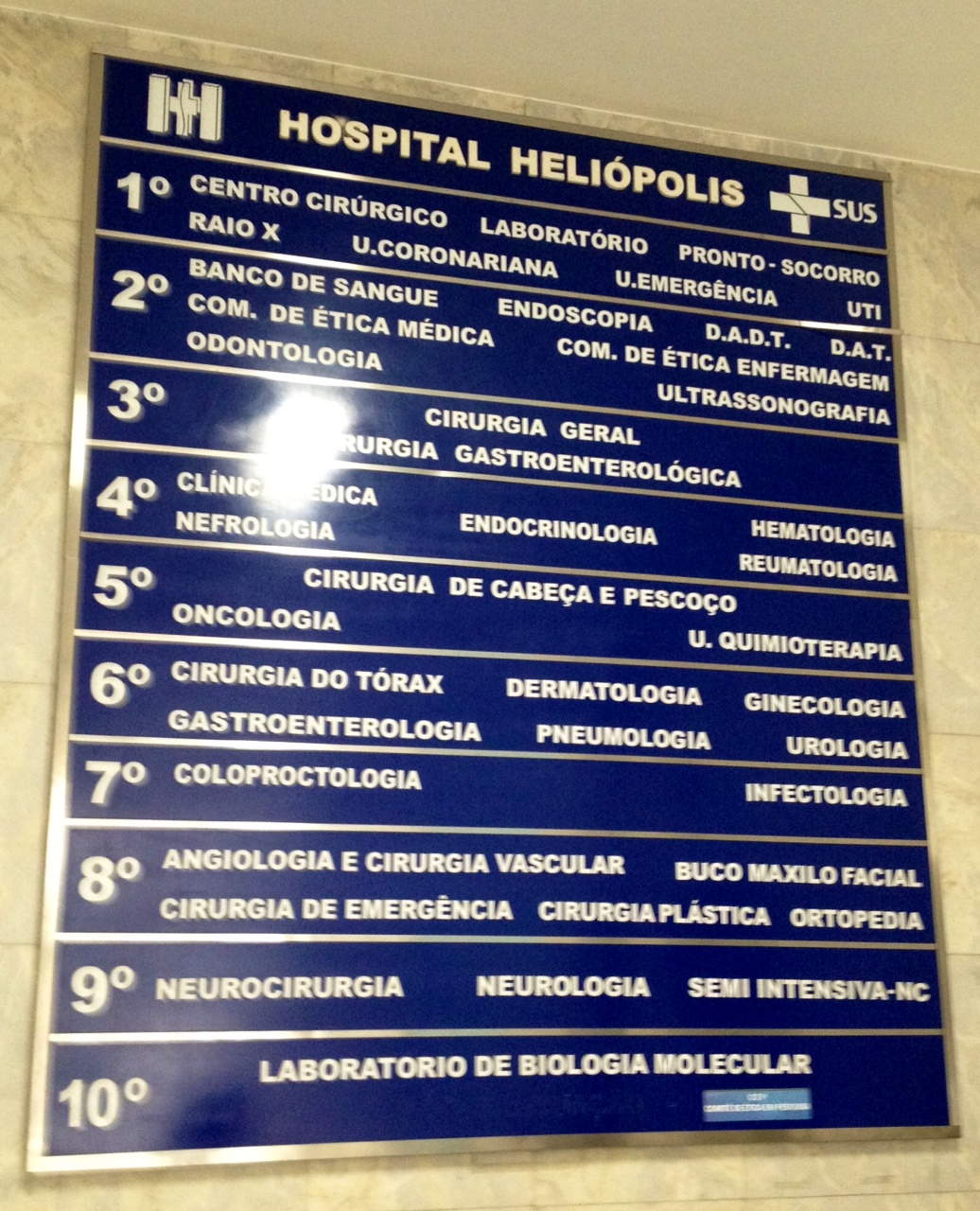
Especialidades e seus respectivos andares

Em 2014, o Hospital Heliópolis passou a integrar a Rede Hebe Camargo de Combate ao Câncer e recebeu o novo centro de radiologia e radioterapia. Foram investidos R$ 17,8 milhões no novo centro, que conta com Ressonância Magnética 1,5 Tesla, 2 tomógrafos Multislice (64 e 16 canais), PET-CT (Tomografia por Emissão de Pósitrons), 2 aparelhos de raios-X convencional, raio-X telecomandado, mamógrafo, aparelho de radiodiagnóstico odontológico, densitometria óssea e ultrassons. Quando atingir sua plena capacidade, o centro vai atender duas mil tomografias, 800 ressonâncias magnéticas e 150 tomografias com material radioativo mensalmente.
É um hospital fortemente oncológico. É, hoje, o quarto hospital com nota mais alta em pesquisa do Datafolha. Atrás apenas dos hospitais privados.
Na Scielo são mais de 1.000 citações e na BIREME mais de 120 citações sobre as pesquisas realizadas no hospital. O Setor de Oncologia e Biologia Molecular participou do Projeto Genoma Humano do Câncer em parceria com outros grandes hospitais de São Paulo com pacientes e extração de DNA no próprio hospital.
Na 5ª edição do Prêmio Aids Responsabilidade Social Saúde Brasil o ambulatório de lipodistrofia do hospital foi vencedor na categoria Órgãos Públicos de Saúde com o projeto: Ambulatório de Lipodistrofia do Hospital Heliópolis: Uma experiência com as correções cirúrgicas em 3 anos de atendimento.
Os cerca de vinte mil prontuários de pacientes atendidos desde 1977 pelo Hospital Heliópolis serão digitalizados. Os arquivos pertencem ao Centro de Pesquisas em Pescoço e Cabeça da entidade e são utilizados para pesquisas médicas, inclusive por alunos de mestrado e doutorado. O Centro de Pesquisas em Pescoço e Cabeça do Hospital Heliópolis atende cerca de 600 pacientes por mês, e conta com aproximadamente 30 profissionais, que serão beneficiados pelo projeto em parceria com o Centro Universitário da FEI. Depois da avaliação dos usuários, o sistema poderá ser implementado em outros serviços do Hospital Heliópolis e em outros hospitais.

## Ensino
O hospital possui programas de pós-graduação lato sensu (residência médica, especialização).
As seguintes especialidades de Residência Médica são oferecidas em mais de 60 vagas na prova do SUS-SP realizada pela Fundação Carlos Chagas: Dermatologia, cirurgia de cabeça e pescoço, Cirurgia do Aparelho Digestivo, Cirurgia Geral, Cirurgia Torácica, Cirurgia Plástica, Cirurgia Vascular, Clínica Médica, Coloproctologia, Gastroenterologia, Infectologia, Neurocirurgia, Patologia, Pneumologia, Radiologia e Diagnóstico por Imagem e Reumatologia. Há também os aperfeiçoamentos em Radiologia e Diagnóstico por Imagem e Dermatologia, reconhecidos pelas respectivas sociedades de especialidades.
Em Odontologia, há o Aprimoramento Profissional e Especialização em Estomatologia com bolsa da FUNDAP.